# Plößberg
Plößberg település Németországban, azon belül Bajorországban. Lakosainak száma 3127 fő (2023. december 31.).

## Népesség
A település népessége az elmúlt években az alábbi módon változott:
| Lakosok száma | 1036 | 1144 | 2996 | 3186 | 3251 | 3332 | 3276 | 3260 | 3167 | 3127 |
|               | 1875 | 1950 | 1975 | 1987 | 2012 | 2014 | 2016 | 2017 | 2021 | 2023 |

## Fekvése
Falkenbergtől délkeletre fekvő település.

## Története

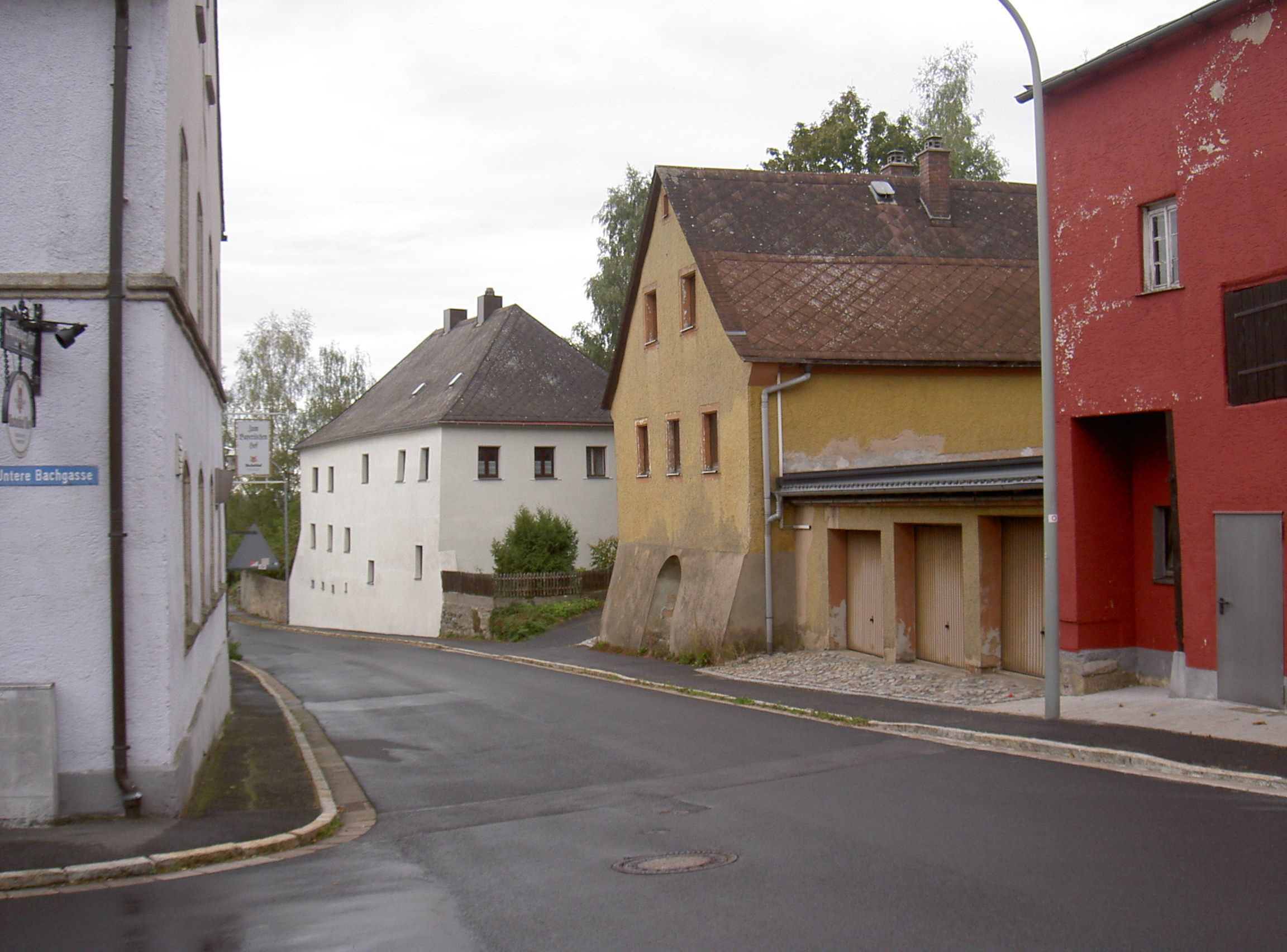

Plößberget a 12. század közepén említették először. 1350 körül a terület a cseh korona része volt, később többször is változtak tulajdonosai, főként a reformáció és az ellenreformáció és a harmincéves háború idején.

## Múzeumok
- Üvegmúzeum - A községben nagy hagyománya van az üvegolvasztó kemencék készítésének, mely hagyomány emlékeit az üveg múzeum őrzi, ahol a kézműves üveg előállítására épített régi olvasztó kemencék láthatók.
- Betlehem-múzeum - A településen a 19. század óta hagyomány a fából faragott betlehemek készítése. 2010-ben például több mint 150.000 vendég látogatta meg az itteni faragott betlehemek kiállítását. A betlehemek közül a legrégebbi jászol az 1800-as évekből való.

## Betlehem-múzeum

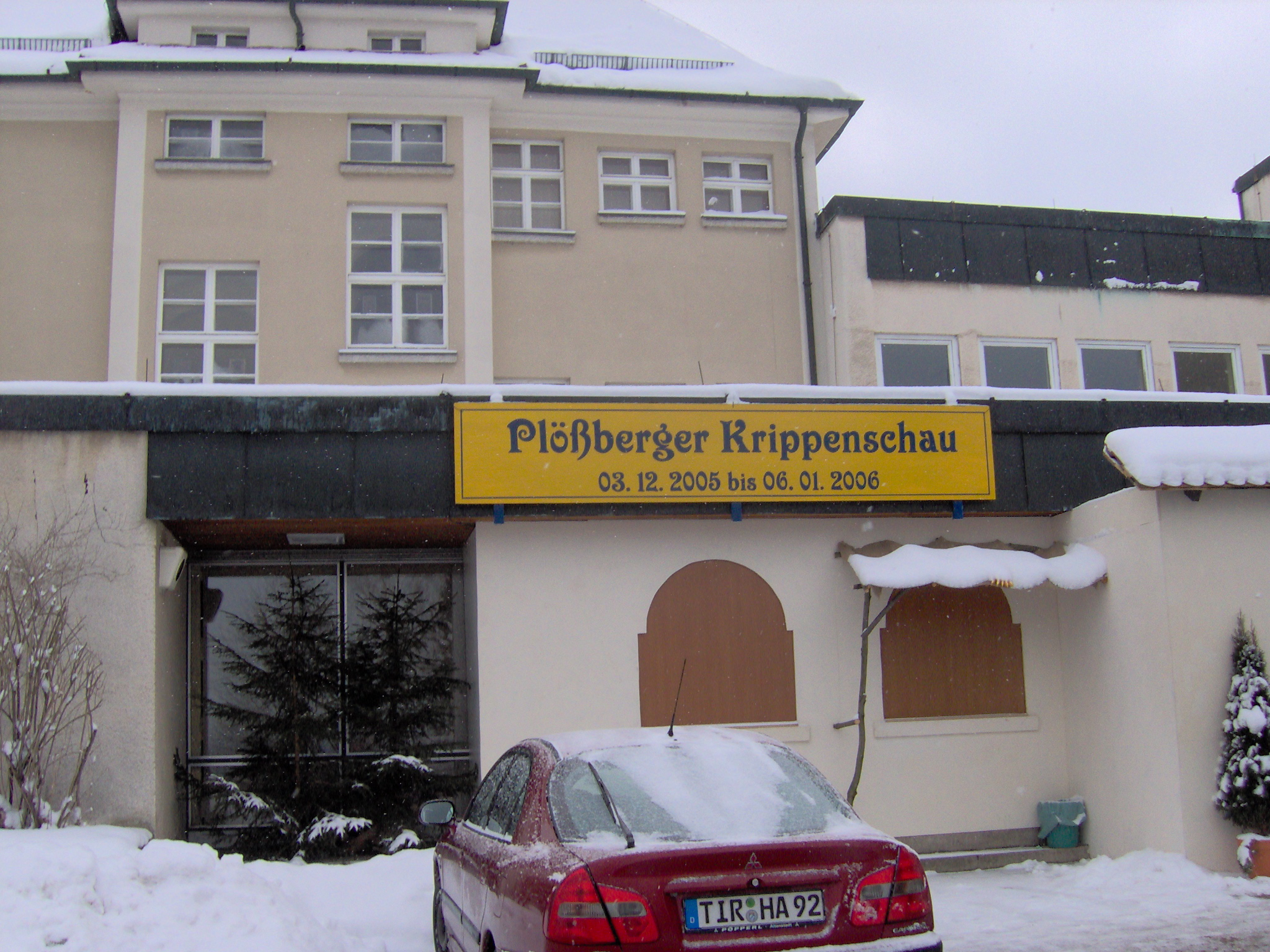
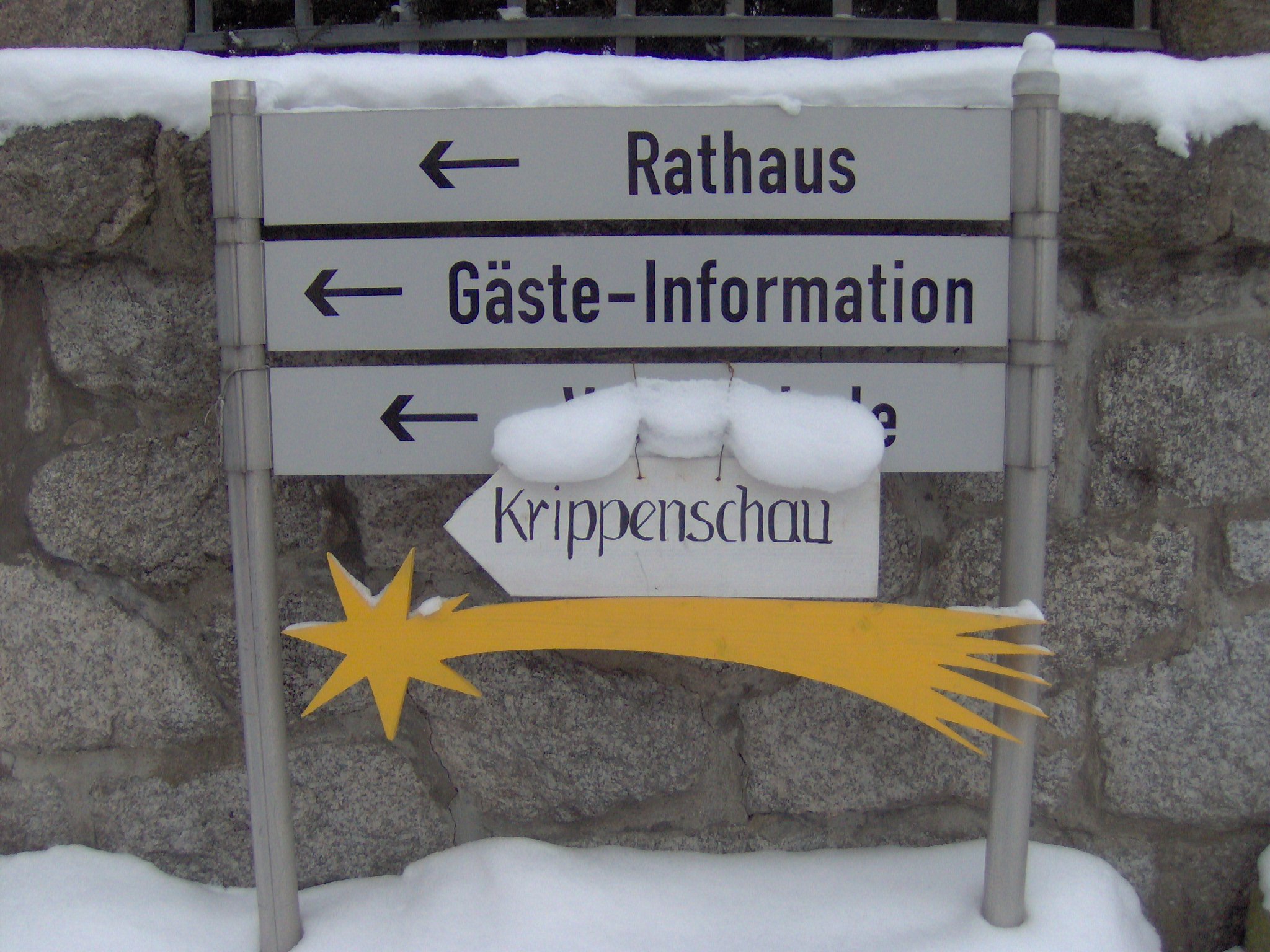
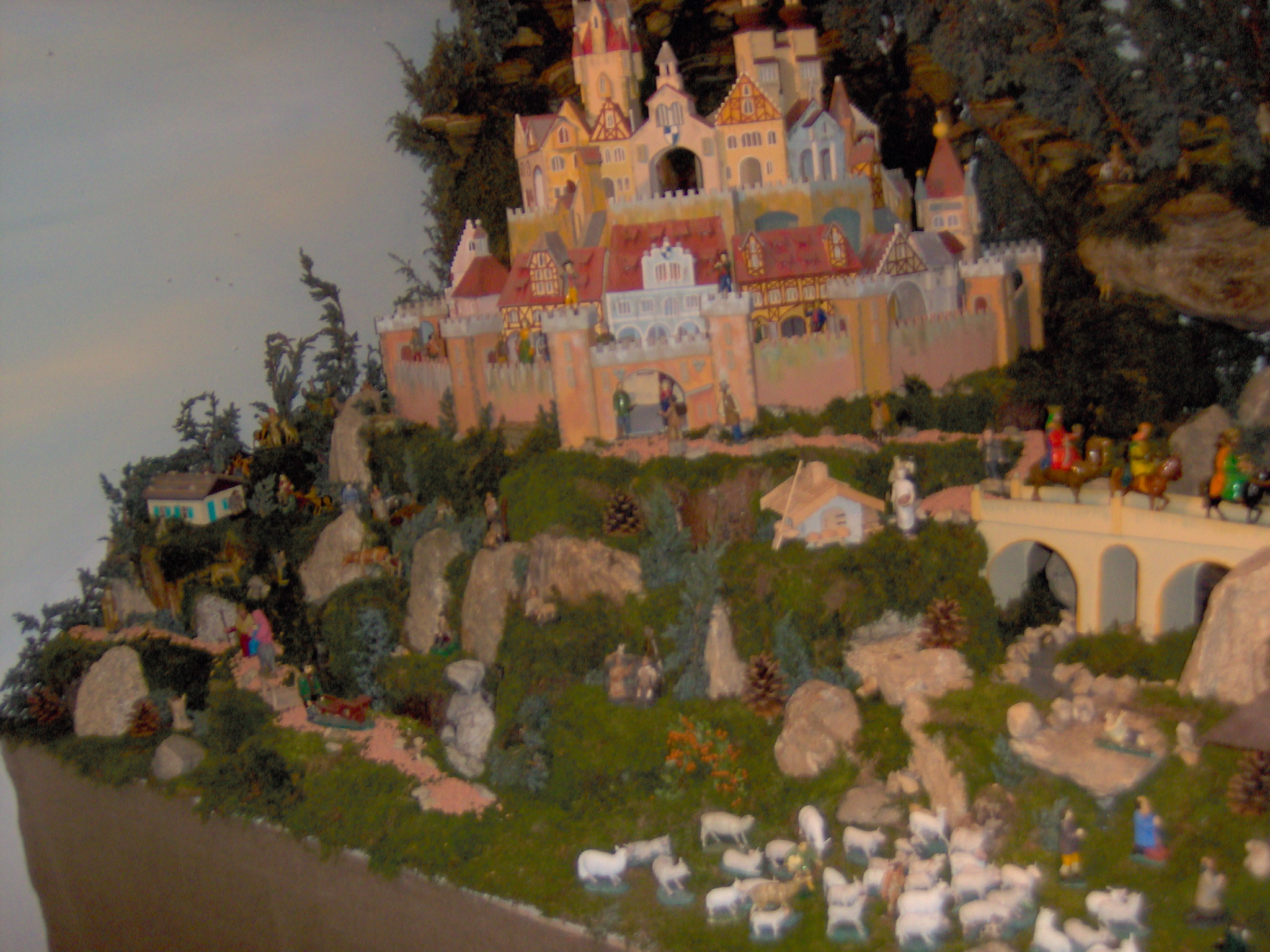
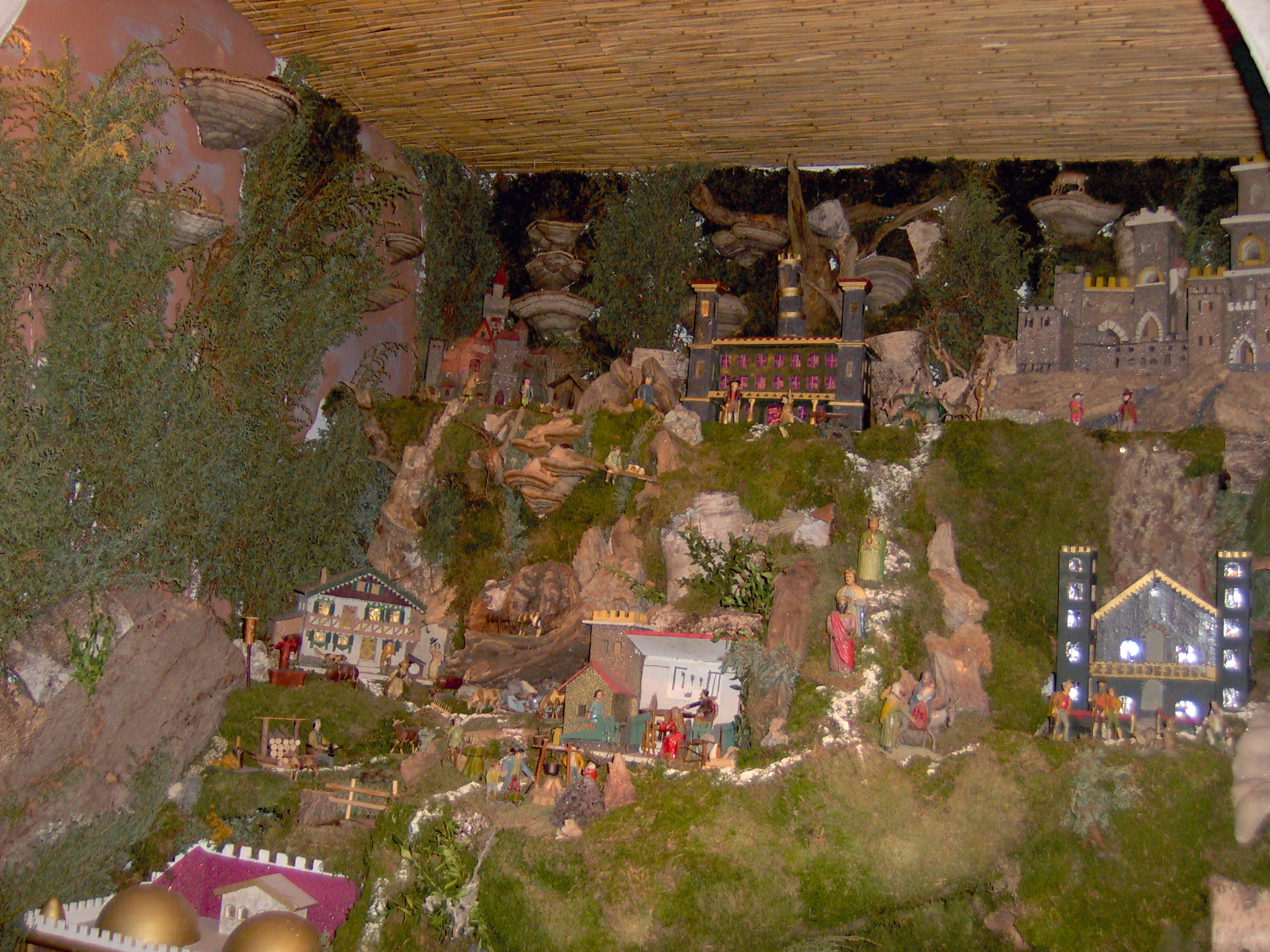
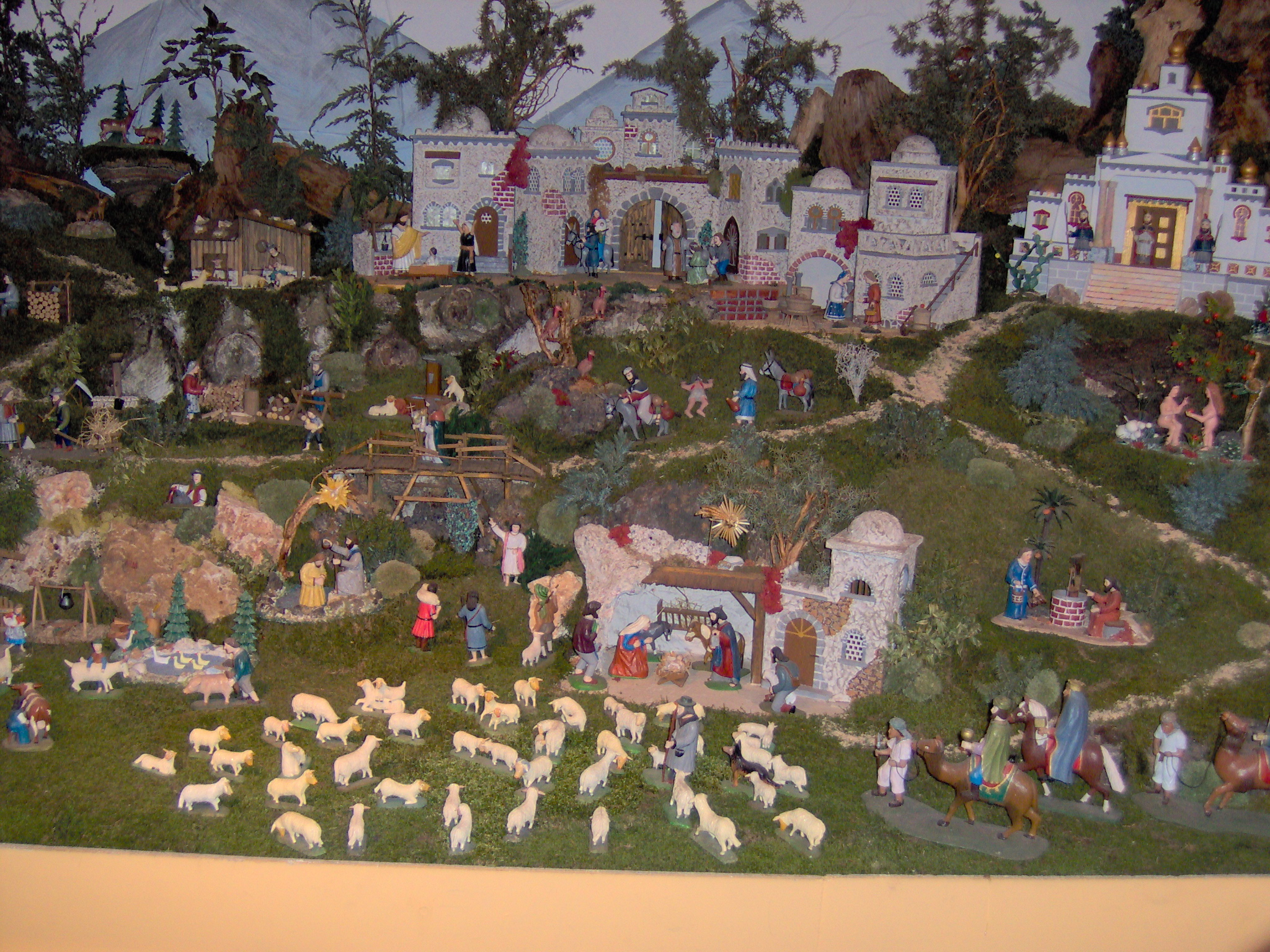
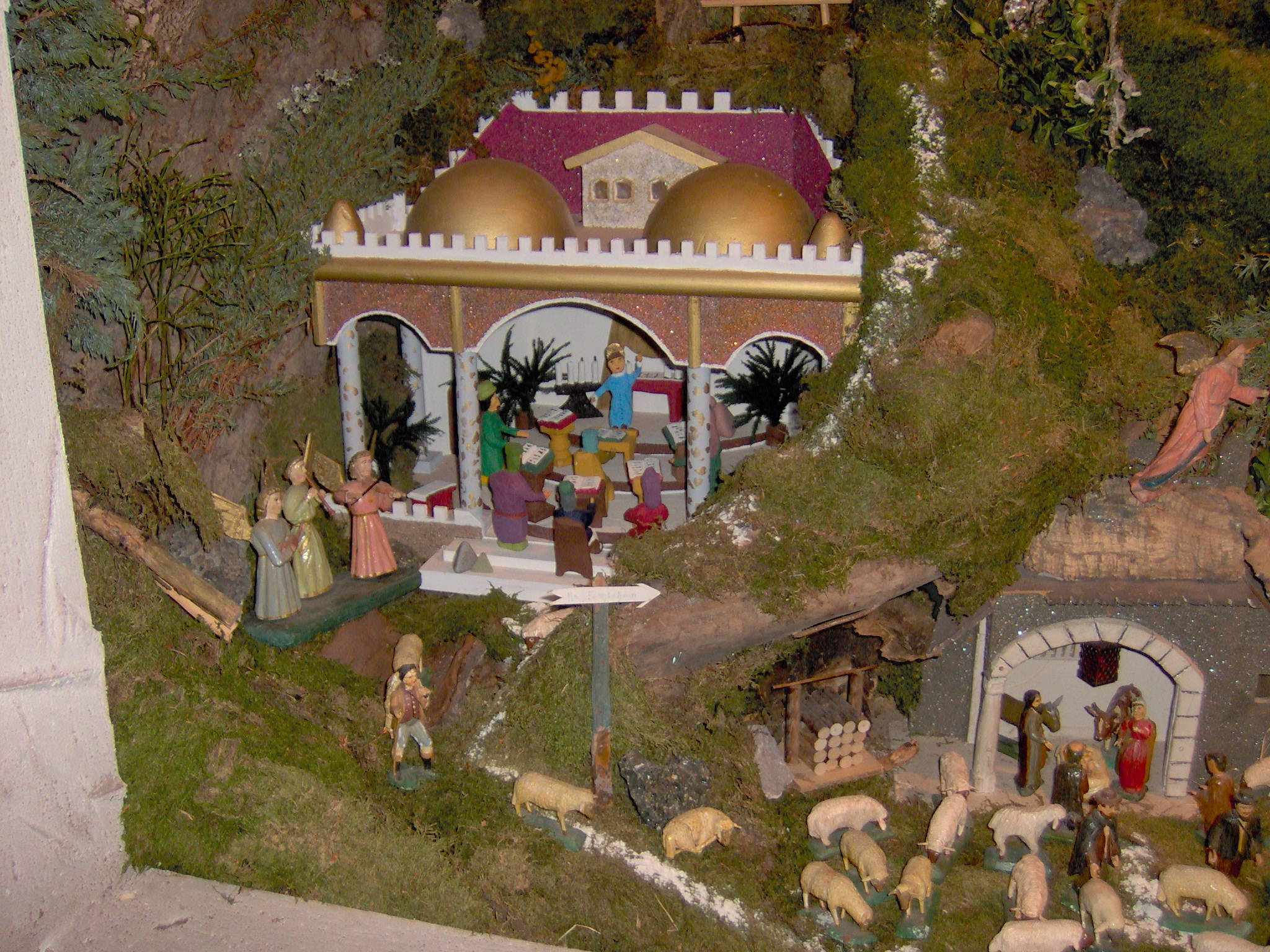
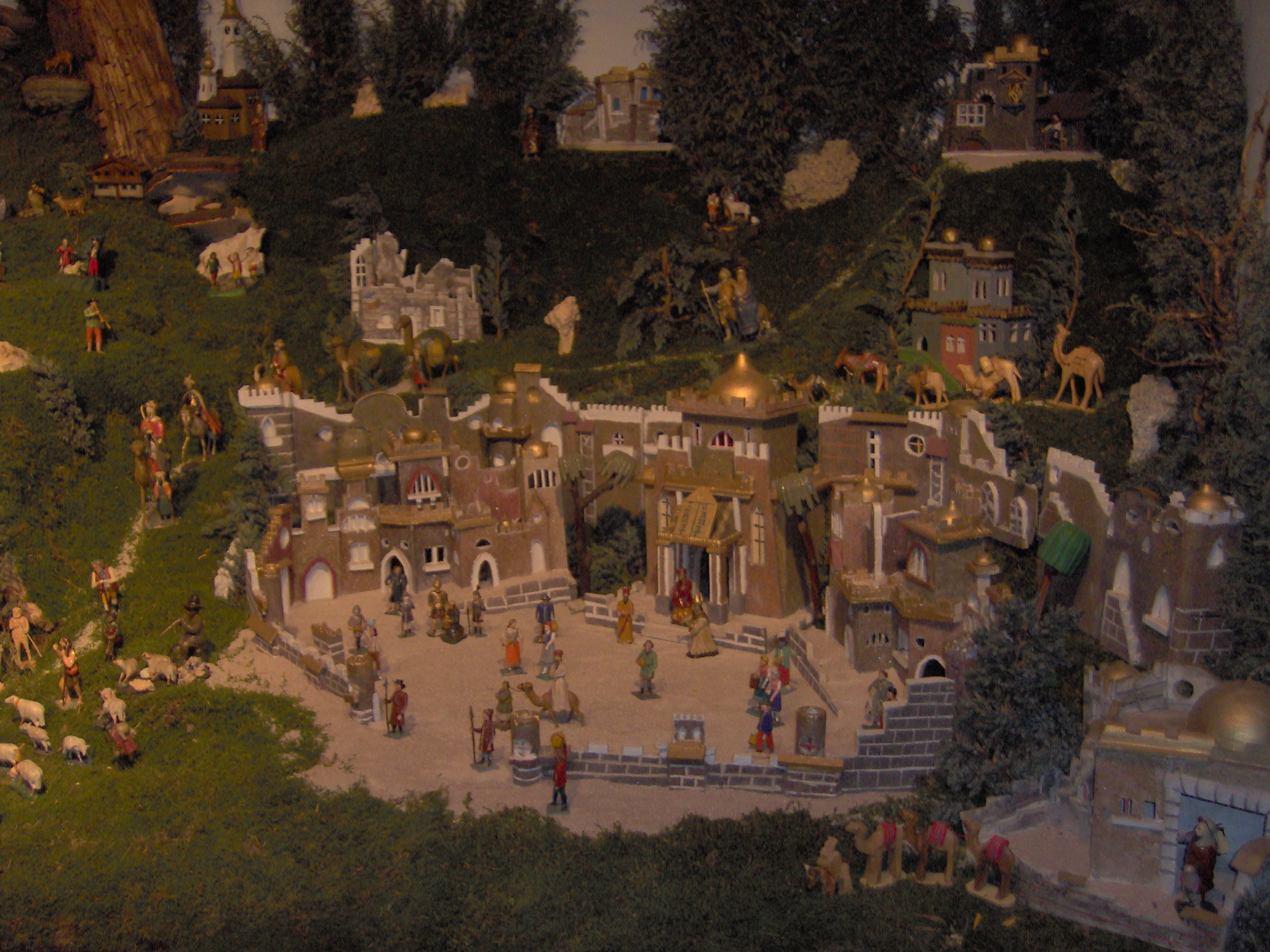
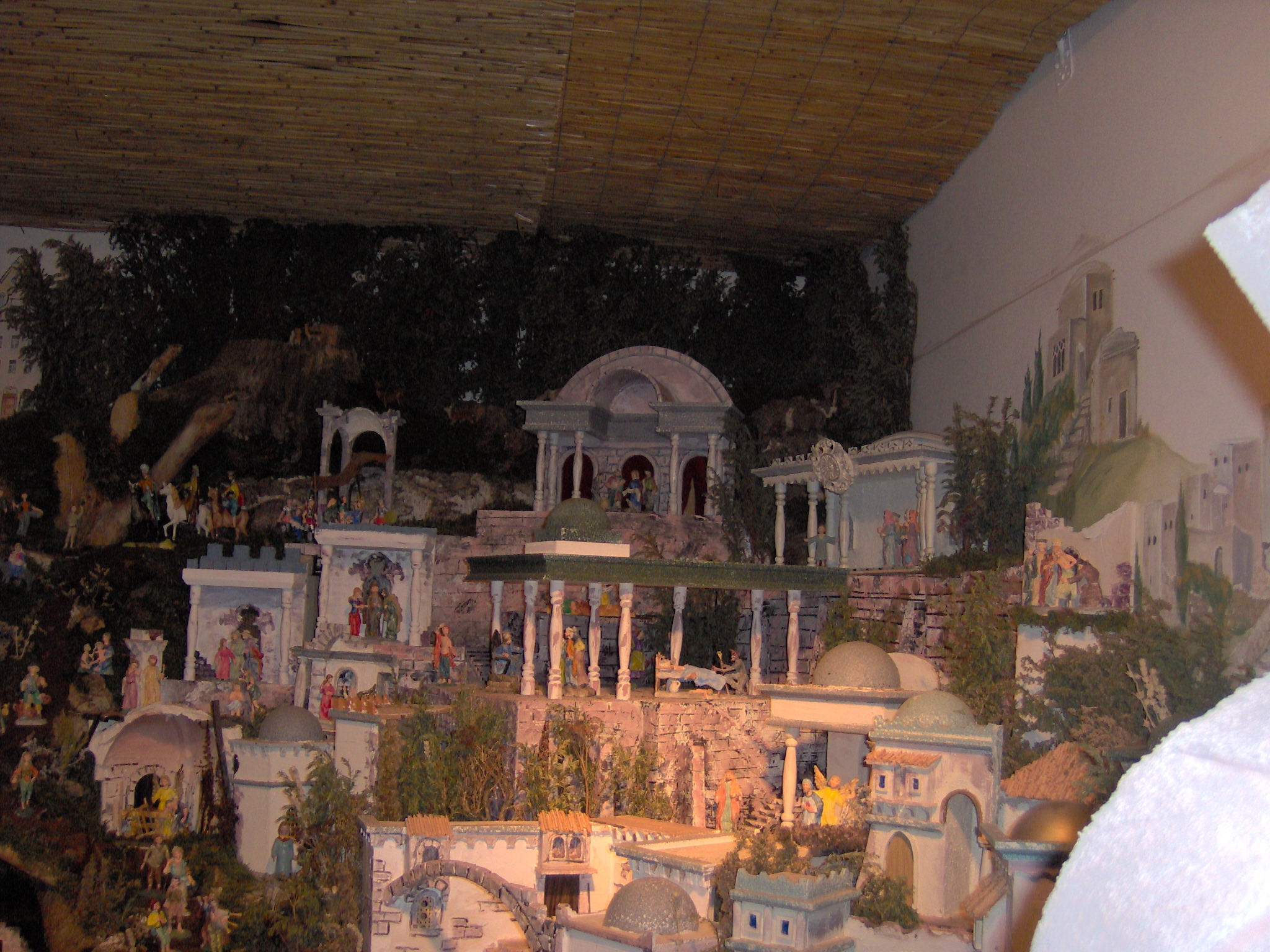

## Galéria

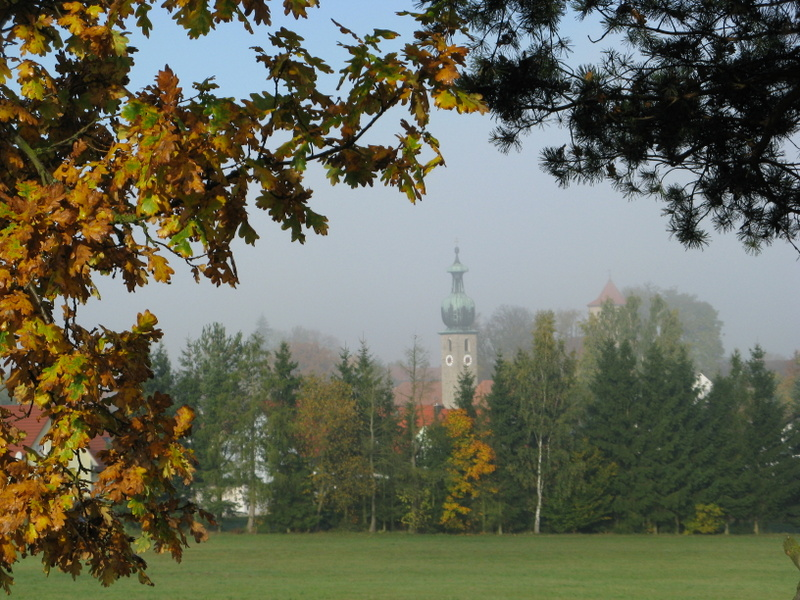
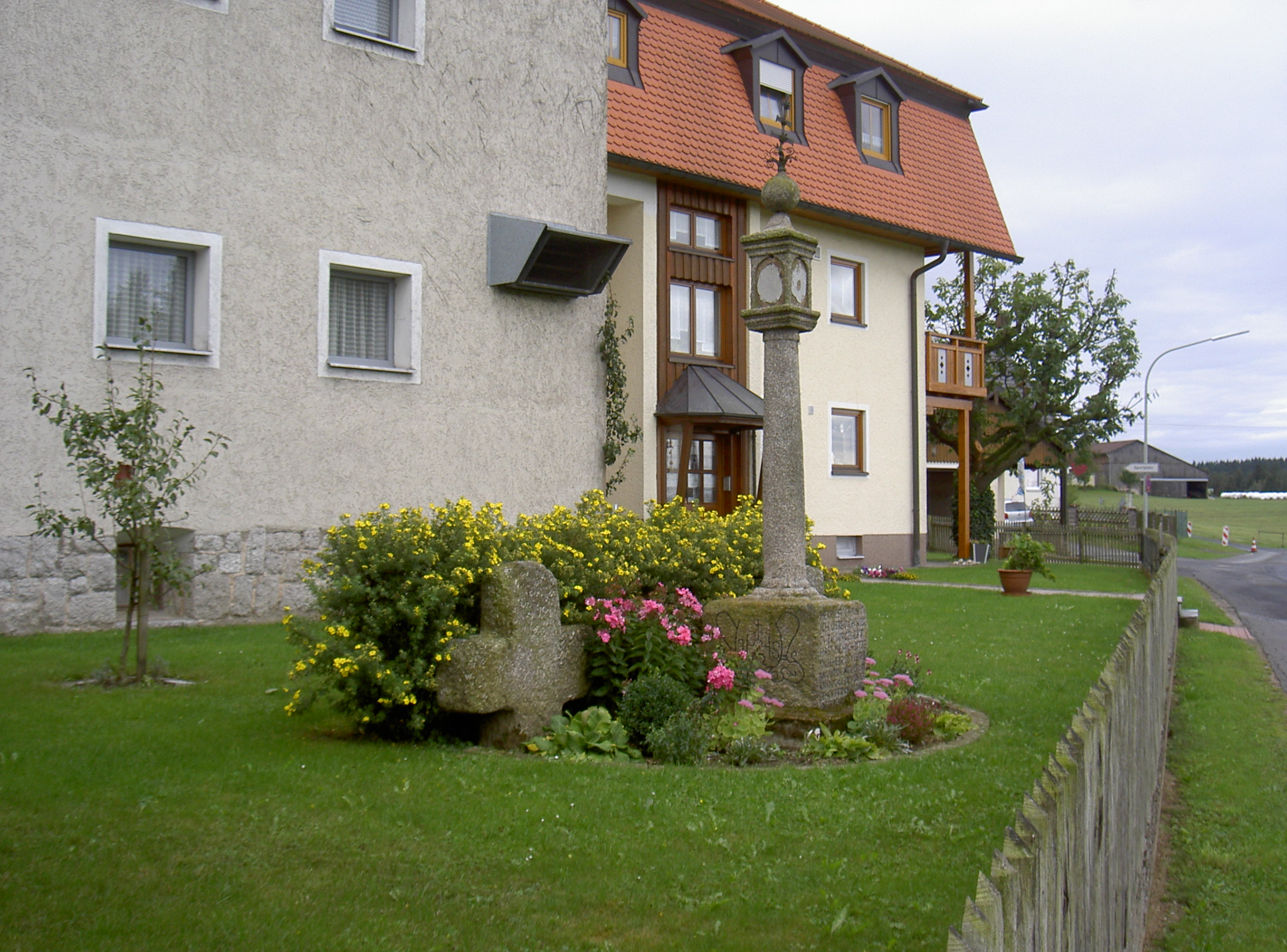
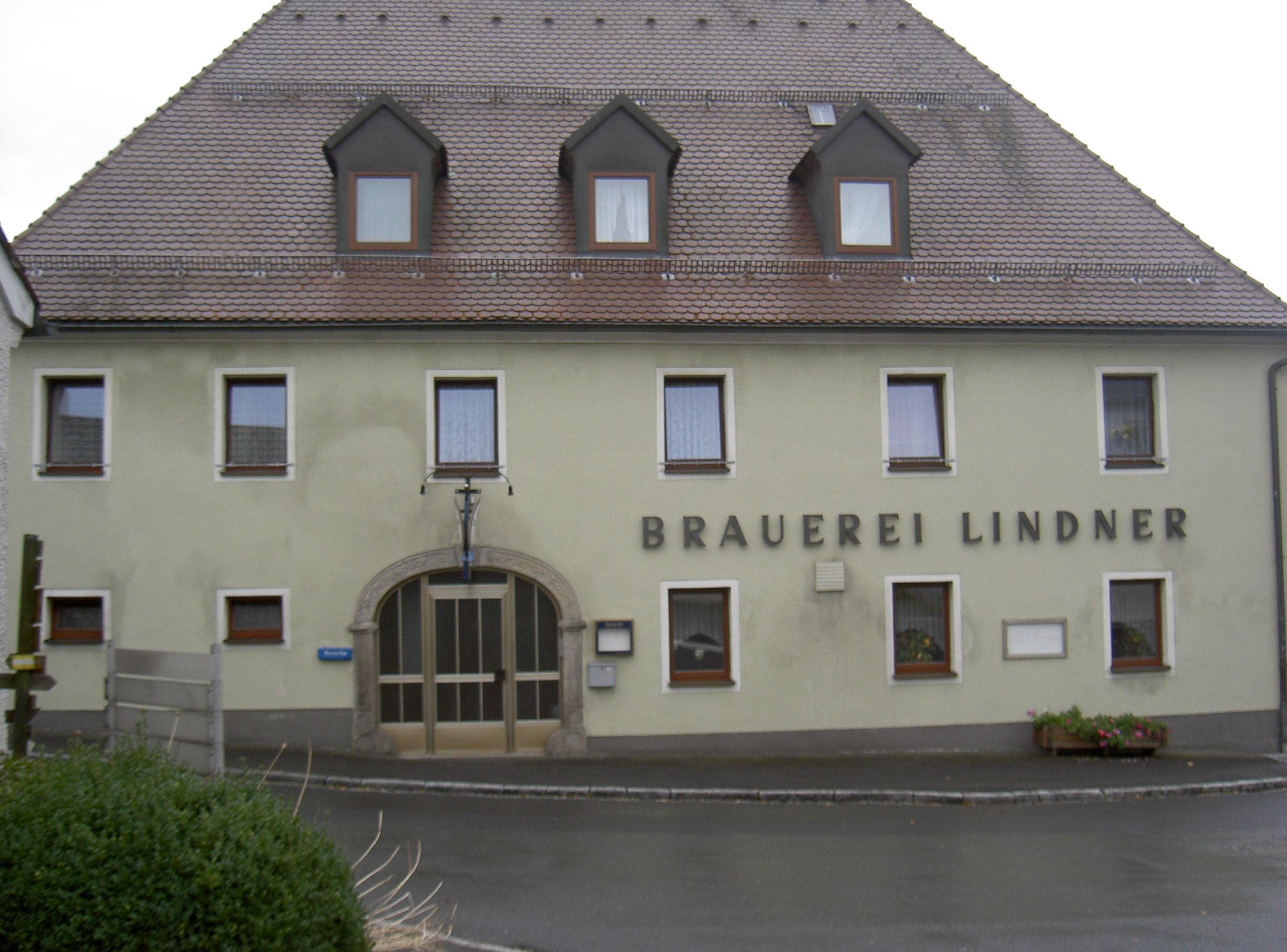
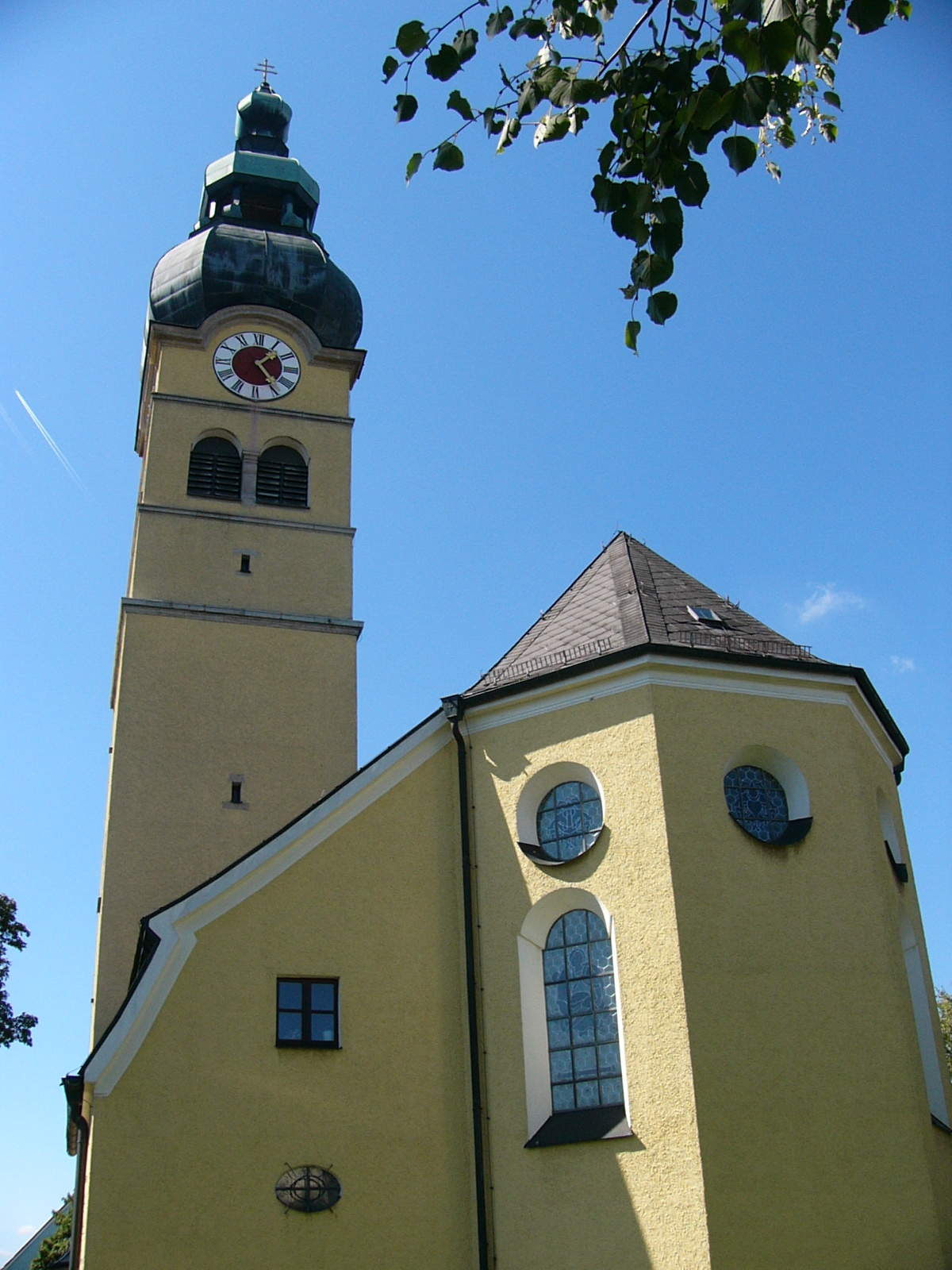
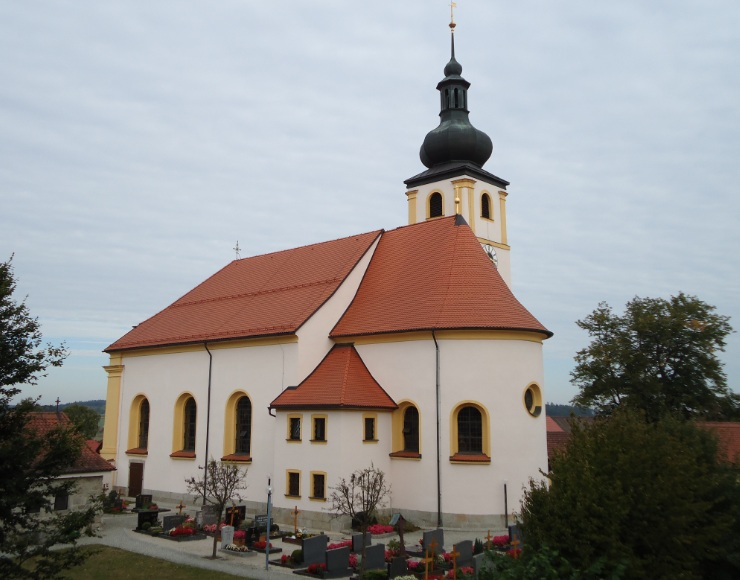
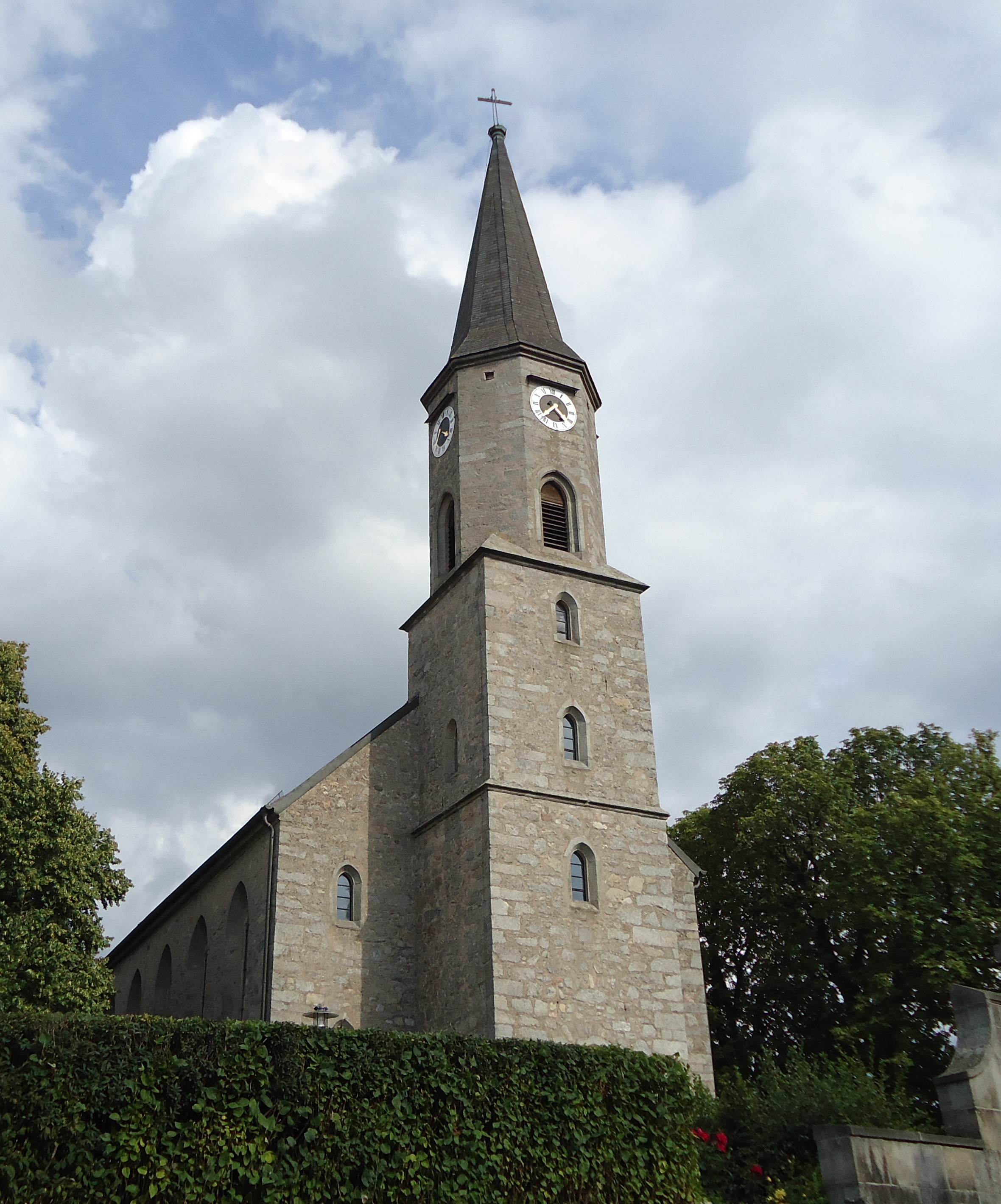

## Nevezetességek
- Római katolikus templom
- Kastély (Neues Schloss, Plößberg)